# 1. deild Wysp Owczych (2003)
W roku 2003 na Wyspach Owczych odbyła się 61. edycja 1. deild – pierwszej ligi tego archipelagu. Wzięło w niej udział 10 drużyn, a tytułu mistrzowskiego bronił klub HB Tórshavn, zdobywając go ponownie, po raz siedemnasty w swojej historii.

## Przebieg
Podobnie, jak obecnie w 2003 roku w rozgrywkach na archipelagu brało udział dziesięć drużyn. Sytuacja ta zmieniała się w przeszłości – obecna została ustanowiona od sezonu 1988. Od roku 1976 zespoły są relegowane do niższej ligi. W tym roku obowiązywała jeszcze zasada, że jedynie ostatni klub bezwzględnie jest relegowany o poziom rozgrywek niżej – był to tym razem FS Vágar. Klub przedostatni uzyskiwał prawo do rozegrania baraży, z czego skorzystał Skála ÍF pokonując w dwumeczu drugoligowego TB Tvøroyri 8:1 (7:0, 1:1), dzięki czemu pozostał w pierwszej lidze.
Poprzedni mistrz archipelagu, HB Tórshavn, zajął ponownie pierwsze miejsce w tabeli, wicemistrzem, z piątego miejsca został B36 Tórshavn, a trzecie miejsce, z szóstego, trafiło do B68 Toftir. Na czwarte miejsce spadł NSÍ Runavík, z miejsca drugiego, a na piąte, z trzeciego KÍ Klaksvík. Kolejne trzy niezagrożone miejsca zajęły zespoły: EB/Streymur (z dziewiątego), GÍ Gøta (z czwartego) oraz VB Vágur (z siódmego). Skála ÍF z ósmego spadł na dziewiąte, a ostatnie miejsce przypadło dopiero promowanemu FS Vágar.
Królem strzelców został wtedy zawodnik KÍ Klaksvík, Hjalgrím Eltør, który strzelił trzynaście bramek.
Za każde zwycięstwo przyznawano trzy punkty. Zasadę tę wprowadzono w roku 1995.
Za osiągnięcia najlepsze zespoły ligi Wysp Owczych dostały prawo do udziału w europejskich pucharach. HB Tórshavn w I rundzie kwalifikacyjnej Ligi Mistrzów 2004/05 uległ w dwumeczu gruzińskiemu WIT Georgia Tbilisi 5:3 (0:5, 3:0). Bramki dla Farerczyków zdobyli: Eli Thorsteinsson (66'), Rókur av Fløtum Jespersen (69') oraz Símun Eliasen (89'). Kolejne dwa zespoły, B36 Tórshavn i B68 Toftir trafiły do I rundy kwalifikacyjnej Pucharu UEFA 2004/05. Pierwszy z nich przegrał dwumecz z łotewskim Liepājas Metalurgs 2:11 (1:3, 1:8). Bramki dla wyspiarzy zdobyli: Bergur Midjord (pierwszy mecz, 45') oraz Jóhannis Joensen (drugi mecz, 73'). B68 Toftir również trafił na klub łotewski, FK Ventspils, z którym przegrał dwumecz 0:11 (0:3, 0:8). Ostatnim klubem, który dostał się do europejskich rozgrywek był NSÍ Runavík, który zagrał w pierwszej rundzie Pucharu Intertoto 2004, gdzie przegrał dwumecz z duńskim Esbjerg fB 1:7 (1:3, 0:4). Jedyną bramkę dla Farerczyków zdobył Ian Højgaard (85').

### Zespoły
W rozgrywkach wzięło udział 10 drużyn. Na miejscu zespołu który odpadł w poprzednim sezonie – TB Tvøroyri wszedł najlepszy klub z 2. deild – FS Vágar.
|
|    | Zespoły występujące w 1. deild 2002     | Zespoły występujące w 1. deild 2002 | Zespoły występujące w 1. deild 2002 | Zespoły występujące w 1. deild 2002 | Zespoły występujące w 1. deild 2002 |
|    | Klub                                    | Miasto                              | Stadion                             | Pojemność                           | Trener                              |
| -- | --------------------------------------- | ----------------------------------- | ----------------------------------- | ----------------------------------- | ----------------------------------- |
| 1  | B36 Tórshavn                            | Tórshavn                            | Gundadalur                          | 5 000                               | Ion Geolgau                         |
| 2  | B68 Toftir                              | Toftir                              | Svangaskarð                         | 7 000                               | Petur Mohr                          |
| 3  | EB/Streymur                             | Eiði/Streymnes                      | Við Margáir                         | 1 000                               | Piotr Krakowski                     |
| 4  | HB Tórshavn                             | Tórshavn                            | Gundadalur                          | 5 000                               | Frank Skytte                        |
| 5  | GÍ Gøta                                 | Norðragøta                          | Serpugerði                          | 2 000                               | Krzysztof Popczyński                |
| 6  | KÍ Klaksvík                             | Klaksvík                            | Djúpumýri                           | 3 000                               | Jan Joensen                         |
| 7  | NSÍ Runavík                             | Runavík                             | Við Løkin                           | 2 000                               | Jógvan Martin Olsen                 |
| 8  | Skála ÍF                                | Skáli                               | Mýruhjalla                          | 1 000                               | Jóhan Nielsen                       |
| 9  | VB Vágur                                | Vágur                               | Vesturi á Eiðinum                   | 3 000                               | Predrag Zivkovoc                    |
|    | Zespół, który awansował z 2. deild 2002 |                                     |                                     |                                     |                                     |
| 10 | FS Vágar                                | Miðvágur                            | Við Kirkju                          | ?                                   | Albert Ellefsen                     |

### Tabela ligowa
| Lp. | Drużyna         | M  | Z  | R | P  | Bramki | Bramki | Różn. | Pkt | Uwagi                                       |
| --- | --------------- | -- | -- | - | -- | ------ | ------ | ----- | --- | ------------------------------------------- |
| 1   | HB Tórshavn (M) | 18 | 12 | 5 | 1  | 41     | 17     | +24   | 41  | Liga Mistrzów UEFA • I runda kwalifikacyjna |
| 2   | B36 Tórshavn    | 18 | 12 | 1 | 5  | 38     | 20     | +18   | 37  | Puchar UEFA • I runda kwalifikacyjna        |
| 3   | B68 Toftir      | 18 | 10 | 5 | 3  | 26     | 15     | +11   | 35  | Puchar UEFA • I runda kwalifikacyjna        |
| 4   | NSÍ Runavík     | 18 | 9  | 5 | 4  | 33     | 18     | +15   | 32  | Puchar Intertoto • I runda                  |
| 5   | KÍ Klaksvík     | 18 | 7  | 3 | 8  | 29     | 30     | −1    | 24  |                                             |
| 6   | EB/Streymur     | 18 | 6  | 6 | 6  | 33     | 36     | −3    | 24  |                                             |
| 7   | GÍ Gøta         | 18 | 5  | 5 | 8  | 26     | 33     | −7    | 20  |                                             |
| 8   | VB Vágur        | 18 | 4  | 4 | 10 | 16     | 30     | −14   | 16  |                                             |
| 9   | Skála ÍF        | 18 | 4  | 0 | 14 | 16     | 39     | −23   | 12  | Baraże o 1. deild                           |
| 10  | FS Vágar (S)    | 18 | 3  | 2 | 13 | 25     | 45     | −20   | 11  | Spadek do 2. deild                          |

### Wyniki
W tamtym czasie na Wyspach Owczych rozgrywane były jeszcze po dwa mecze pomiędzy każdą parą drużyn – jeden wyjazdowy i jeden na własnym boisku.
| Gospodarz \ Gość | B36 | B68 | EBS | FSV | GÍ  | HB  | KÍ  | NSÍ | SKÁ | VB  |
| B36 Tórshavn     |     | 0:2 | 1:3 | 4:1 | 4:0 | 0:2 | 7:1 | 2:0 | 2:1 | 2:1 |
| B68 Toftir       | 1:0 |     | 4:2 | 0:1 | 3:2 | 1:1 | 3:1 | 3:2 | 1:0 | 2:0 |
| EB/Streymur      | 3:1 | 2:2 |     | 4:2 | 4:2 | 1:1 | 0:1 | 1:1 | 2:0 | 2:0 |
| FS Vágar         | 1:4 | 0:2 | 1:1 |     | 1:2 | 2:3 | 3:1 | 1:2 | 3:4 | 2:3 |
| GÍ Gøta          | 1:4 | 0:0 | 4:4 | 2:2 |     | 0:4 | 0:1 | 1:1 | 2:1 | 3:0 |
| HB Tórshavn      | 1:2 | 2:0 | 5:0 | 3:1 | 2:2 |     | 3:2 | 1:0 | 3:0 | 0:0 |
| KÍ Klaksvík      | 1:2 | 0:0 | 4:1 | 2:0 | 1:0 | 1:2 |     | 2:2 | 7:0 | 2:2 |
| NSÍ Runavík      | 1:2 | 1:1 | 3:0 | 2:0 | 1:0 | 2:2 | 4:0 |     | 2:0 | 4:0 |
| Skála ÍF         | 0:1 | 0:1 | 3:2 | 4:1 | 0:2 | 1:3 | 0:2 | 1:3 |     | 1:0 |
| VB Vágur         | 0:0 | 1:0 | 1:1 | 2:3 | 0:3 | 2:3 | 1:0 | 1:2 | 2:0 |     |

Źródło: FaroeSoccer.com
Objaśnienia:
1Drużyna gospodarzy jest wymieniona po lewej stronie tabeli.
Kolory: zielony – zwycięstwo gospodarzy, żółty – remis, różowy – zwycięstwo gości.
Lider kolejka po kolejce

#### Baraże o 1. deild 2004
| 8 października 2003 | TB Tvøroyri   | 1:1(0:0) | Skála ÍF       | Sevmýri, Tvøroyri Sędzia: Dagfinn Olsen |
| 8 października 2003 | Kaj Roest 71' | 1:1(0:0) | 53' Dusan Jaic | Sevmýri, Tvøroyri Sędzia: Dagfinn Olsen |

| 11 października 2003 | Skála ÍF                                                                                    | 7:0(3:0) | TB Tvøroyri | Mýruhjalla, Skáli Sędzia: Birgir Sondum |
| 11 października 2003 | Jónhard Frederiksberg 16' 18' 58' 83' · Alexandur Johansen 26' 90' · Hanus Thorleifsson 87' | 7:0(3:0) |             | Mýruhjalla, Skáli Sędzia: Birgir Sondum |

Obie drużyny pozostały w swoich ligach.

### Strzelcy
Królem strzelców turnieju został zawodnik drużyny KÍ Klaksvík Hjalgrím Elttør, który strzelił 13 bramek.
| Miejsce | Kraj        | Zawodnik           | Klub         | Bramki |
| ------- | ----------- | ------------------ | ------------ | ------ |
| 1       | Wyspy Owcze | Hjalgrím Elttør    | KÍ Klaksvík  | 13     |
| 2       | Wyspy Owcze | Andrew av Fløtum   | HB Tórshavn  | 10     |
| 3       | Rumunia     | Sorin Anghel       | EB/Streymur  | 9      |
| 3       | Wyspy Owcze | Heðin á Lakjuni    | B36 Tórshavn | 9      |
| 3       | Wyspy Owcze | John Petersen      | B36 Tórshavn | 9      |
| 6       | Wyspy Owcze | Tór-Ingar Akselsen | HB Tórshavn  | 7      |
| 6       | Wyspy Owcze | Jákup á Borg       | B36 Tórshavn | 7      |
| 6       | Wyspy Owcze | Rógvi Jacobsen     | HB Tórshavn  | 7      |
| 6       | Wyspy Owcze | Birgir Jørgensen   | VB Vágur     | 7      |
| 6       | Brazylia    | Clayton Nascimento | FS Vágar     | 7      |
| 6       | Wyspy Owcze | Helgi Petersen     | NSÍ Runavík  | 7      |
| 12      | Wyspy Owcze | Súni Fríði Barbá   | B68 Toftir   | 6      |
| 12      | Wyspy Owcze | Bartal Eliasen     | GÍ Gøta      | 6      |
| 12      | Wyspy Owcze | Birgir Joensen     | FS Vágar     | 6      |
| 12      | Serbia      | Milan Kuljić       | VB Vágur     | 6      |
| 12      | Wyspy Owcze | Sonni Petersen     | NSÍ Runavík  | 6      |
|         |             | ...                |              |        |

## Sędziowie
| Kraj        | Sędzia               | Mecze |
| ----------- | -------------------- | ----- |
| Wyspy Owcze | Oddmar Andreasen     | 10    |
| Wyspy Owcze | Páll Augustinussen   | 9     |
| Wyspy Owcze | Jens Petur Brattalíð | 3     |
| Wyspy Owcze | Lassin Isaksen       | 11    |
| Wyspy Owcze | Sune Johansen        | 9     |
| Wyspy Owcze | Niklas á Líðarenda   | 11    |
| Wyspy Owcze | Dagfinn Olsen        | 12    |
| Wyspy Owcze | Eiler Rasmussen      | 9     |
| Wyspy Owcze | Petur Skarðenni      | 9     |
| Wyspy Owcze | Birgir Sondum        | 9     |

## Statystyki
- Podczas 18 kolejek 1. deild 2003 (92 mecze – 90 + 2 baraże) piłkarze zdobyli 283 bramek (średnio: 15,72/kolejkę, 3,08/mecz).
  - W tym 9 samobójczych (ok. 3,2% wszystkich strzelonych).
- Najwięcej goli padło w meczach drużyny FS Vágar – 70 (ok. 3,9/mecz).
- Najmniej goli padło w meczach drużyny VB Vágur – 46 (ok. 2,6/mecz).
- Pierwszy gol samobójczy padł w meczu 1. kolejki, 16 maja 2003, podczas meczu EB/Streymur-B68 Toftir. Autorem tej bramki był gracz gospodarzy, Egil á Bø.
- Najwięcej goli samobójczych strzelili gracze EB/Streymur oraz GÍ Gøta (po 2). Prócz nich bramki samobójcze zdobywali też zawodnicy: B36 Tórshavn, B68 Toftir, FS Vágar, NSÍ Runavík oraz Skála ÍF.
- Najwyższa liczba goli (8) padła w spotkaniach:
  - B36 Tórshavn – KÍ Klaksvík 7:1 (6. kolejka, 22 czerwca 2003) oraz
  - GÍ Gøta – EB/Streymur 4:4 (16. kolejka, 21 września 2003).
- Najmniejsza liczba goli (0) padła w czterech spotkaniach (ok. 4,3% wszystkich spotkań).
- Mecze, które zakończyły się największą różnicą bramek to:
  - KÍ Klaksvík – Skála ÍF 7:0 (15. kolejka, 14 września 2003),
  - Skála ÍF – TB Tvøroyri 7:0 (mecz barażowy, 11 października 2003).

Były to też najwyższe zwycięstwo na własnym stadionie.
- Najwyższym zwycięstwem na wyjeździe było spotkanie 13. kolejki (24 sierpnia 2003) GÍ Gøta – HB Tórshavn, zakończone rezultatem 0:4.
- Pierwszego gola z rzutu karnego zdobył Súni Olsen w 22. minucie spotkania 2. kolejki (25 maja 2003), w meczu FS Vágar – GÍ Gøta (1:2).
- Pierwszą czerwoną kartkę dostał zawodnik VB Vágur w 32. minucie meczu 1. kolejki (16 maja 2003), w spotkaniu VB Vágur – B36 Tórshavn (0:0).